# Rust (videojuego)
Rust es un juego de supervivencia creado por Facepunch Studios. La inspiración del videojuego viene de múltiples juegos del género de supervivencia. Su lanzamiento oficial se produjo el 8 de febrero de 2018, aunque estuvo en acceso anticipado desde 2013.
Rust también está disponible en consolas como Xbox One y PlayStation 4 desde el 21 de mayo de 2021 en colaboración con Double Eleven.

## Modo de juego
Los jugadores deben recoger recursos para sobrevivir y fabricar objetos dentro del juego, a excepción del equipamiento inicial con el que se empieza, que incluye una roca y una antorcha (ocasionalmente, en algunos servidores, especialmente en los modificados, se otorga equipamiento adicional como armas de fuego, ropa y suministros). Los jugadores recolectan recursos como tela, comida, madera, chatarra y piedra, que pueden ser obtenidos cortando árboles, cazando animales, saqueando monumentos, entre otros métodos. Hay una lista inicial de fabricación de objetos, como armas, ropa y materiales de construcción, y, a medida que se progresa en el juego, se pueden conseguir planos u objetos más avanzados para construir elementos como torretas, puertas blindadas, fusiles, francotiradores, armas automáticas, lanzacohetes y C4. Estos pueden encontrarse en cajas (con forma de cubo), personajes muertos (o casi) o investigando objetos encontrados en las bases de otros jugadores. Algunos servidores incluyen modificaciones que facilitan el inicio del juego, como duplicar la cantidad de recursos obtenidos al minar menas de piedra o reducir en un 50% el mantenimiento de una base. A medida que avances, podrás conseguir componentes con los cuales crear nuevos objetos que los requieran.
Durante la jugabilidad, hay muchos desafíos que el jugador puede enfrentar, como hambre, hipotermia y calor en la antena de la petrolera , ataques de animales salvajes (osos y lobos en su mayoría), o exposición a la radiación de varias zonas radioactivas a través de la isla. A pesar de la radiación, estas áreas contienen los únicos edificios hechos por el hombre al comienzo del juego y tienen objetos valiosos como armas de fuego y componentes, y por lo tanto ofrecen un incentivo al jugador para que se arriesgue a adquirir estas cosas. Ya que el juego es exclusivamente multijugador, los ataques de otros jugadores también son un desafío siempre presente. La navegación puede ser complicada en Siege. Sin un mapa del juego, los nuevos jugadores deben buscar por edificios y guiarse con el sol para poder ubicarse y conseguir sus pertenencias. Algunos mapas han sido creados por terceros, incluso cuartos, aunque ningún mapa ha sido publicado por Facepunch hasta febrero.
Un concepto persistente en Siege es formar facciones (o clanes) con otros jugadores. Las facciones suelen crear viviendas ocupas para sus miembros, otorgar objetos, suministros y participar en saqueos organizados. Estos saqueos (también llamados "raids" o "raideos"; esta última es una adaptación hispanohablante) se producen cuando uno o más jugadores organizados coordina un ataque a otra persona o facción para robar sus suministros y destruir sus hogares.

## Desarrollo
El desarrollo surgió originalmente como un clon de DayZ por la frustración de los desarrolladores acerca de la falta de realismo de este. Con el tiempo, se agregaron actualizaciones, incluyendo animales, cacería, fabricación y armadura. Desde entonces el juego ha adoptado elementos de Minecraft además de DayZ, como el aspecto de jugador contra jugador de DayZ y la fabricación y construcción de Minecraft. Además, después de un tiempo como clon de DayZ, el juego fue recreado desde cero. A partir de esto, la versión antigua se identificó como Rust Legacy y la nueva, Rust Experimental.

## Recepción
Rust vendió más de 150 mil copias en sus dos primeras semanas, y un millón en sus dos primeros meses como un juego de acceso anticipado. Para el 21 de febrero de 2014, había hecho más de 30 millones de dólares. El juego está teniendo mucho éxito, aun sacando actualizaciones mensuales desde el 2013.